# Paolo I Demidoff
Paolo I Demidoff nato Pavel Nikolaevič Demidov in russo Павел Николаевич Демидов? (San Pietroburgo, 17 agosto 1798 – Magonza, 5 aprile 1840) è stato un imprenditore russo, della celebre famiglia dei Demidov, Principe di San Donato.

## Biografia

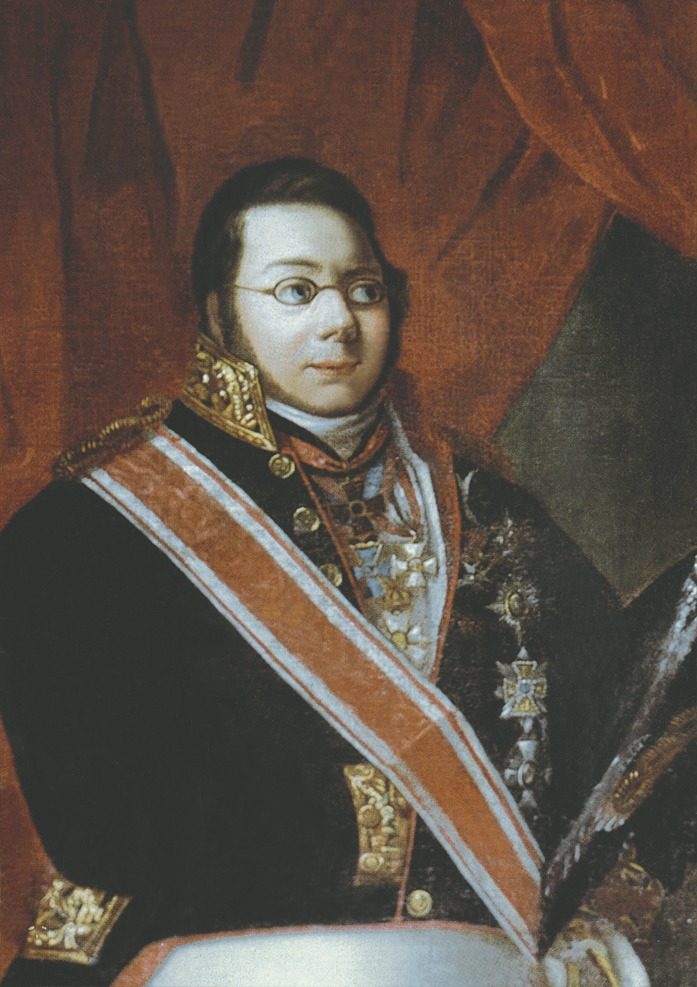
Ritratto postumo di Paolo Demidoff

Figlio di Nikolaj Demidov e fratello maggiore di Anatolio, intraprese la carriera militare nel reggimento comandato dal padre e ricevette il suo battesimo del fuoco nella battaglia di Borodino del 1812. Dopo la fine delle guerre napoleoniche entrò nella guardia a cavallo dello zar. Nel 1831 si ritirò dal servizio attivo col grado di capitano e nel contempo divenne membro dell'amministrazione statale russa venendo nominato governatore della provincia di Kursk.
Nel 1831 istituì il premio Demidoff, assegnato dall'Accademia delle Scienze di Russia, istituzione che supportò personalmente a più riprese grazie anche alle proprie ricchezze personali. Nel 1834 entrò nel ministero degli esteri e poi nel consiglio di stato russo.
Si sposò nel 1836 con la baronessa di origine finlandese Aurora Stjernvall (1808-1902), dalla quale ebbe un figlio, Paolo II Demidoff. Il giorno successivo al matrimonio poté stupire la sposa regalandole il Grand Sancy, il settimo diamante più grande del mondo (55,23 carati), da lui acquistato nel 1828, poi esposto al Louvre nella galleria dei gioielli della corona di Francia.
Morì improvvisamente di insufficienza cardiaca a Magonza il 25 marzo 1840 e venne sepolto nel cimitero di Tichvin dell'Aleksandr Nevskij Lavra. Il suo unico figlio, Paolo II Demidoff, diverrà erede delle sostanze di suo padre e di suo zio Anatolio, nonché del titolo principesco ottenuto da quest'ultimo.